# Chiesa dell'Immacolata (Segonzano)
La chiesa dell'Immacolata, o chiesa della Beata Vergine Maria, è una chiesa cattolica situata a Piazzo, frazione di Segonzano in provincia di Trento; è parrocchiale e fa parte della zona pastorale di Mezzolombardo dell'arcidiocesi di Trento. L'edificio, in stile tardo gotico, risale almeno al XII secolo.

## Storia

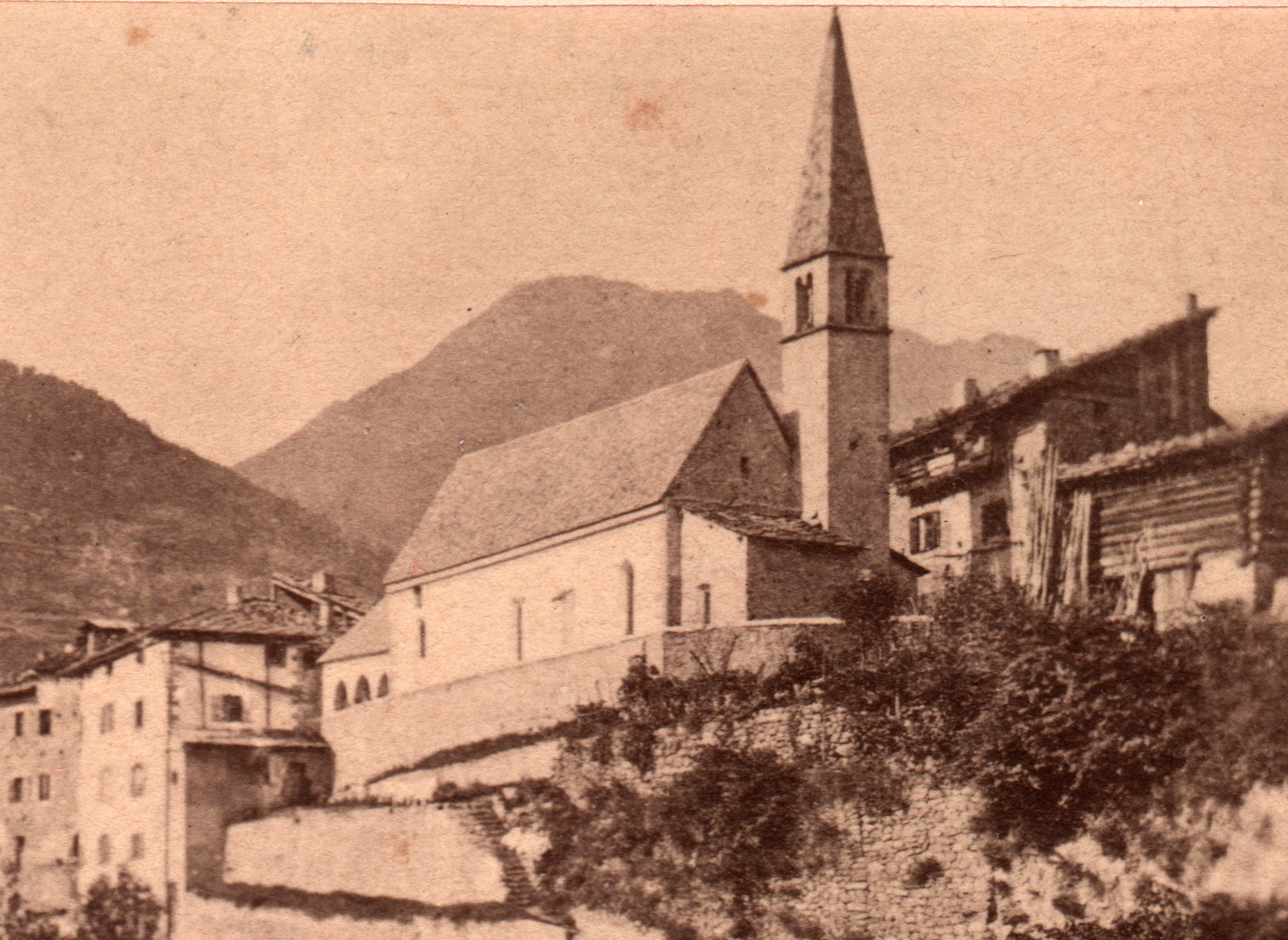
La chiesa nel 1883 o nel 1884, prima dell'ampliamento delle navate e del presbiterio

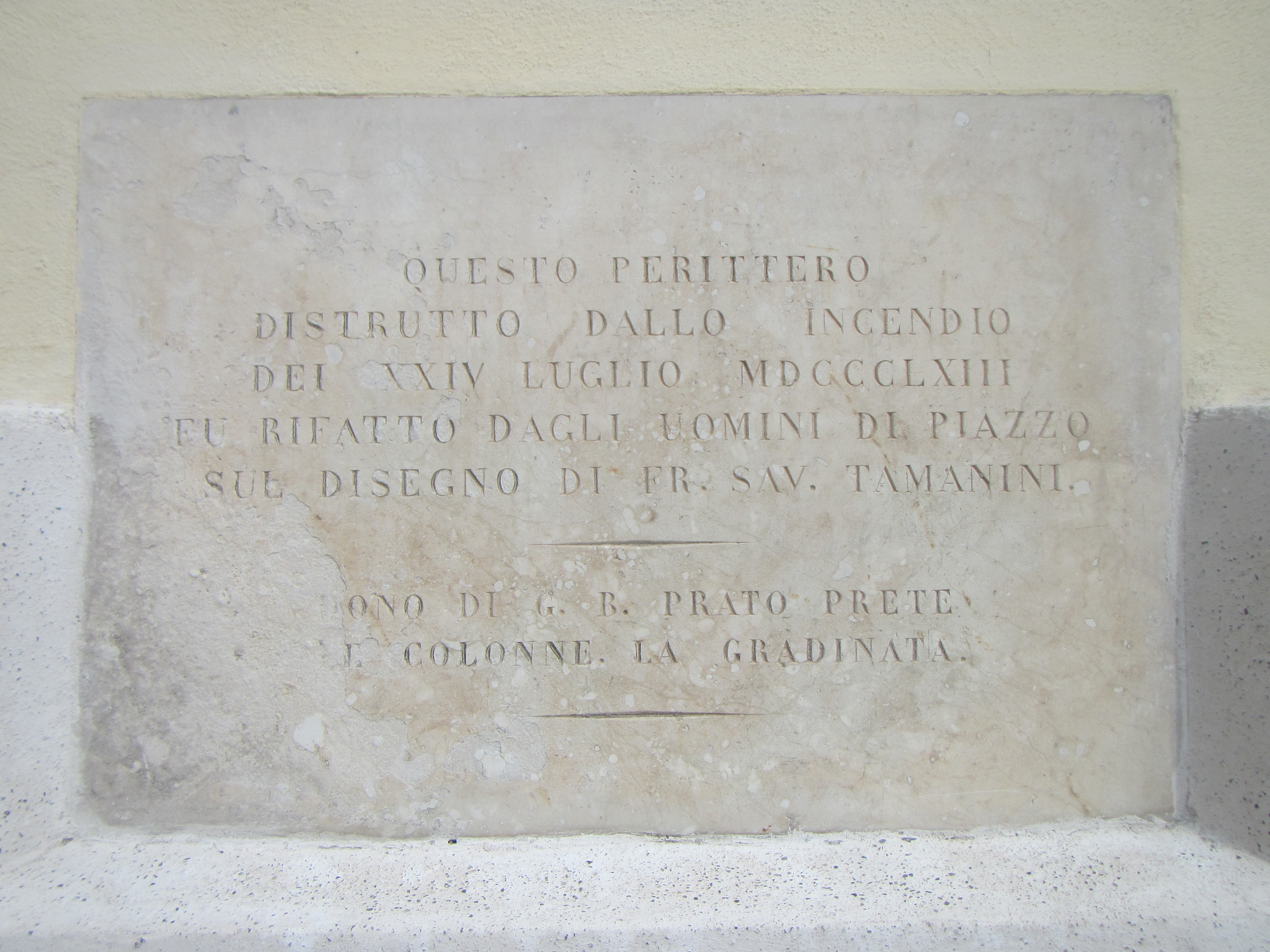
Lapide sulla facciata sinistra del protiro, a ricordo dell'incendio che lo distrusse nel 1863 e della successiva ricostruzione

Una cappella sul sito, in stile romanico, esisteva già nel XII secolo; l'altare di questa prima chiesa fu consacrato dal vescovo di Trento Altmanno, quindi fra il 1124 e il 1149, come si desume da un reliquiario in legno di larice su cui si trova un sigillo in cera del vescovo (che è anche la più antica immagine in cera di un vescovo di Trento), tolto dall'altare della chiesa nel 1893 e oggi conservato nel museo diocesano di Trento. La prima citazione della chiesa, allora detta solo "della Beata Vergine", è in un documento ecclesiastico della pieve di Cembra del 1388. È documentata quindi una seconda consacrazione il 16 ottobre 1468, celebrata da Albertino, vescovo suffraganeo di Trento (titolare di Esbo), che probabilmente fece seguito ad un ampliamento non particolarmente significativo.
Nel 1524 la chiesa venne ricostruita in stile gotico, ad opera di maestranze guidate da Michele di Gardena, che lavorò in quel periodo anche ad altre chiese della val di Cembra (come San Pietro di Cembra e San Biagio di Albiano); tra il 1540 e il 1560 si colloca la decorazione ad affresco degli spazi interni della chiesa, realizzata da una bottega d'ambito friulano che lavorò anche a San Pietro di Cembra e a San Leonardo di Tesero; fanno eccezione gli affreschi più in alto sulla parete sinistra del presbiterio, databili fra il 1600 e il 1650, che commemorano due matrimoni della famiglia a Prato, uno con i Corret e l'altro con i Lodron.

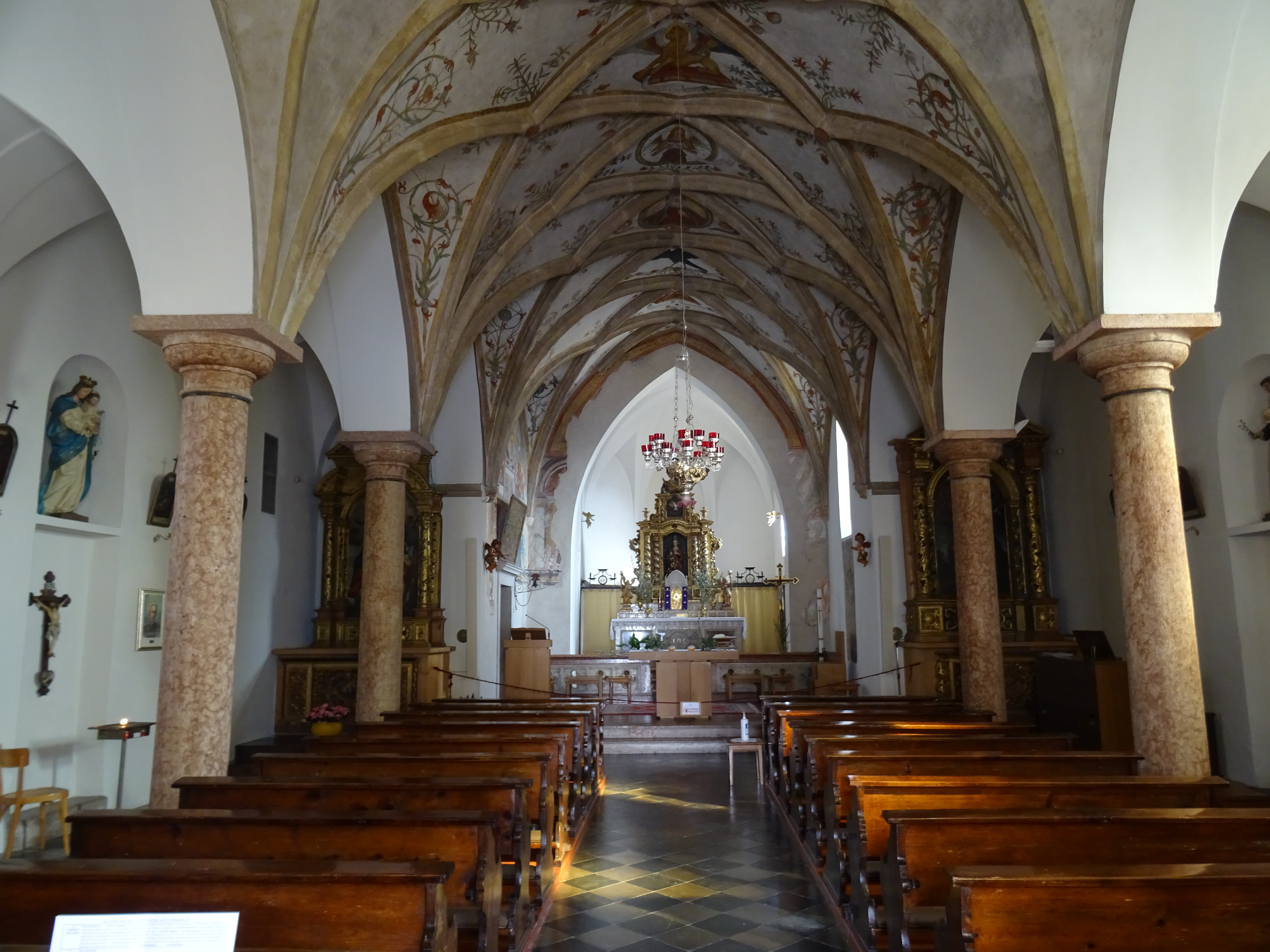
Navata centrale con presbiterio dopo i lavori di adeguamento liturgico.

Risale agli atti visitali del 1632 la prima menzione di un cimitero attorno alla chiesa, con annessa anche una non meglio definita "casetta" che comunque in quell'occasione si ordinò di demolire. In seguito, forse nel 1717 (la data è desunta da quella incisa sul fusto dell'acquasantiera, dato che manca qualsiasi documentazione), la navata venne allungata di una campata verso ovest (come si nota dall'assenza di affreschi sulla volta della parte più recente) e, contemporaneamente o poco dopo, venne costruito un portico; nel 1776-78 vennero eseguiti gli affreschi esterni sopra al portale d'ingresso. Probabilmente sempre in questo periodo la chiesa, prima intitolata alla Madonna del Carmine o anche solo alla Beata Vergine Maria, prese l'attuale dedicazione all'Immacolata.
Il 24 luglio 1863 la chiesa (come tutto il paese) fu colpita da un incendio che distrusse il portico e la tribuna del coro; i lavori di restauro e di ricostruzione del protiro, su progetto dell'architetto Francesco Saverio Tamanini e con il contributo dell'abate Giovanni Battista a Prato che donò le colonne e la gradinata, terminarono nel 1866. Sempre in quegli anni venne anche spostato il cimitero, collocato esterno al paese e progettato dal geometra Giovanni Pelz (per la costruzione del nuovo camposanto vennero asportate delle pietre dai ruderi del castello di Segonzano). Sempre il Pelz firmò il progetto con cui, nel 1893-94, si ebbe l'ultimo ampliamento della chiesa, con l'aggiunta delle due navate laterali e l'ingrandimento del presbiterio, realizzate seguendo lo stile gotico della struttura: seguì la benedizione dell'edificio, celebrata il 24 agosto 1894 da don Girolamo Canestrini, decano di Cembra. Dal 28 novembre 1895 la chiesa, già primissaria dal 1892, venne elevata a espositura della pieve di Cembra; sarebbe infine stata elevata a parrocchia nel 1961.
A partire dal secolo seguente sono documentati alcuni interventi di restauro: il primo, promosso dal soprintendente alle Belle Arti di Trento Giuseppe Gerola, riscoprì gli affreschi che erano stati in parte scialbati nel 1894; nel 1949 vennero rifatte le coperture; nel 1968, su progetto del geometra Antonio a Prato, venne restaurato e rinnovato tutto l'edificio, in particolare la zona del protiro. Le coperture vennero rifatte nel 1981 e poi di nuovo nel 2018.

## Descrizione

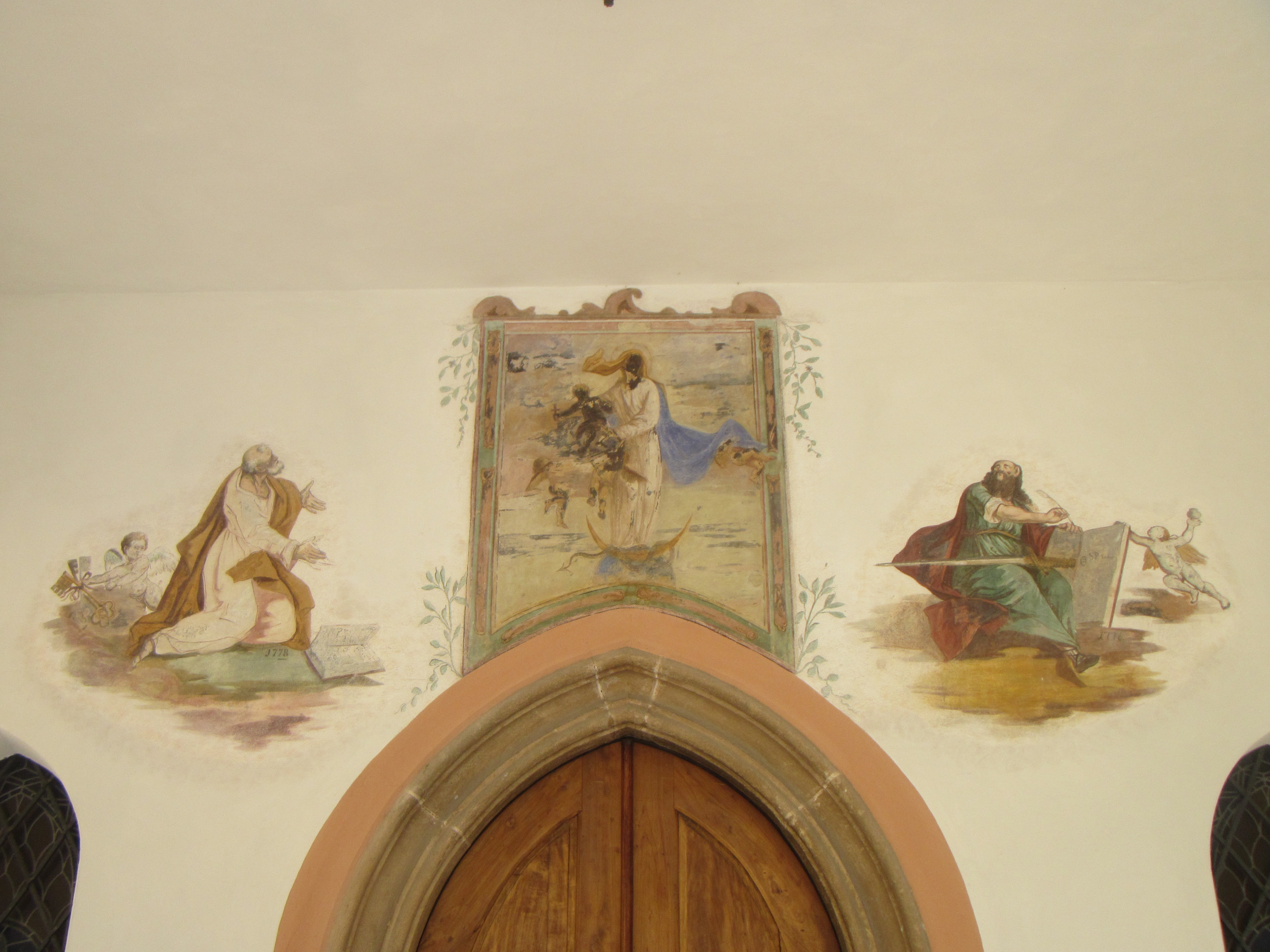
Gli affreschi del protiro, risalenti al 1776-78

### Esterno
La chiesa si presenta con facciata a capanna, anticipata da un ampio protiro quadrangolare, pavimentato in acciottolato e aperto sui tre lati da arcate archiacute sorrette da colonne in pietra rosa e affiancate da grandi monofore ogivali. La parete frontale del protiro è preceduta da una scalinata in pietra di sei gradini e, in alto, al centro, si eleva un piccolo timpano triangolare forato da un oculo. La facciata sotto al protiro ospita il portale gotico ogivale, due finestre archiacute e, in alto, gli affreschi tardosettecenteschi raffiguranti l'Immacolata, con Gesù bambino in braccio e la luna sotto ai piedi (richiamo alla donna dell'Apocalisse) e, ai suoi lati sono, i santi Pietro e Paolo. Sono presenti in facciata anche le lapidi di alcuni signori a Prato e del cappellano Luigi Villotti. In cima alla facciata, sopra alla copertura del protiro, si trova un foro a forma di croce latina.
Le fiancate laterali sono lisce, percorse da uno zoccolo a intonaco e dotate di due monofore per parte, analoghe a quelle della facciata; sul lato destro, in terza campata, è presente un accesso laterale che dà sul cortile della chiesa: quest'ultimo, che un tempo era il cimitero, è chiuso da due cancelli in ferro a entrambe le estremità, uno a destra del protiro, l'altro in fondo al lato sinistro della chiesa. Concludono la struttura il presbiterio rettangolare e l'abside poligonale, con altre due finestre archiacute aperte sulla destra. 
Presso il presbiterio, sul fianco sinistro, si trovano il corpo ribassato della sagrestia e, dietro, il campanile: questo è una torre a pianta quadrata, con cella campanaria incorniciata e aperta da bifore centinate e copertura piramidale in muratura.

### Interno

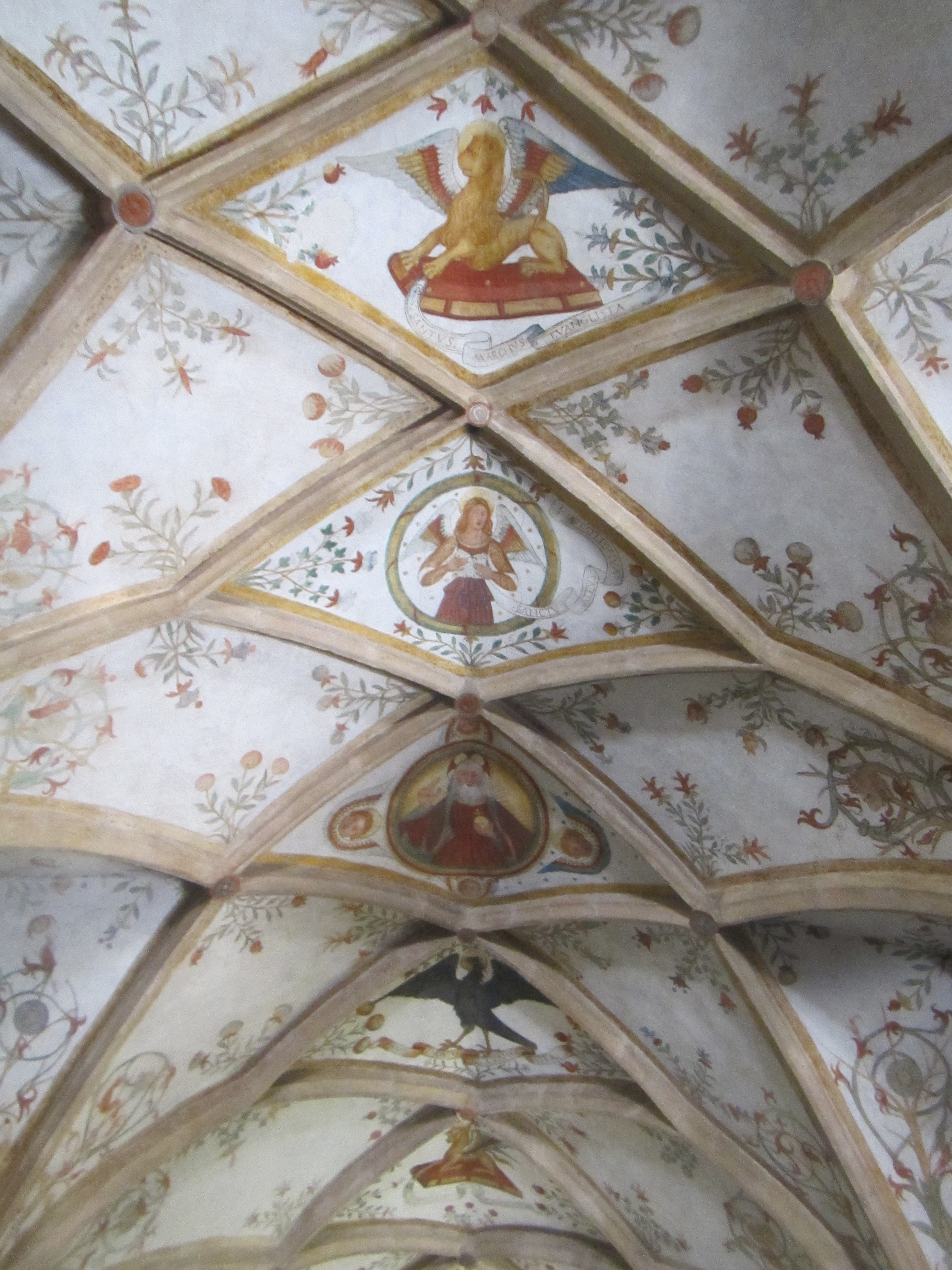
Gli affreschi della navata centrale

All'interno, la chiesa è divisa in tre navate, suddivise in quattro campate e separate da colonne di pietra rossa; quella centrale è coperta da volta reticolata con costoloni evidenti, mentre le laterali sono voltate a botte; l'ampio presbiterio rettangolare, volta a creste e vele e rialzato di due gradini, occupa quella che anticamente era la quinta campata, e si conclude con l'abside poligonale, introdotta da un grande arco santo archiacuto. 
Tutti gli spazi interni sono pavimentati con mattonelle in cemento disposte a corsi diagonali, in parte bianche e nere, in parte bianche e rosse. Nelle navate laterali, inserite in nicchie, vi sono le statue della Madonna col Bambino e di sant'Antonio da Padova; nel presbiterio, in parete destra, è murata la lapide di un nobile Barbi di Cembra, e appeso sopra alla porta della sagrestia vi è un quadro votivo raffigurante la battaglia di Segonzano del 1796, realizzato poco tempo dopo.

#### Affreschi
L'interno della chiesa è ornato da affreschi in gran parte databili a metà Cinquecento, realizzati da una bottega friulana seguente lo stile di Gianfrancesco da Tolmezzo; all'epoca essi dovevano coprire tutte le pareti interne dell'edificio, ma con i successivi ampliamenti gran parte è andata persa, e sopravvivono quelli della volta della navata e della parete sinistra del presbiterio, oltre che pochi frammenti marginali sull'arcata di fondo. 
La volta della navata centrale è ornata da motivi floreali, e dalle immagini di Dio e dei quattro elementi del tetramorfo (angelo, bue alato, leone alato e aquila), rappresentati i quattro evangelisti; sulla parete sinistra del presbiterio vi sono santa Barbara (parzialmente rovinata dalla successiva apertura della porta della sagrestia) e un prelato inginocchiato e, al di sopra, risalenti al 1600, san Michele trionfante e gli stemmi nobiliari degli a Prato e dei Lodron: questi sono probabilmente riferiti al matrimonio tra il barone Innocenzo a Prato e la contessa Isabella Lodron (o forse a quello tra Giovanni Battista a Prato, nonno di Innocenzo e primo della dinastia a governare su Segonzano, e Maria Lodron). Sull'arcata sovrastante l'altare, un tempo parete di fondo del presbiterio, sono visibili pochi resti di altri affreschi, tra i quali si può distinguere san Giovanni Battista.

#### Altare maggiore
L'altare maggiore, di stile barocco e realizzato nel 1600, è ornato da un motivo a foglie. In cima è rappresentato Dio benedicente con la mano destra e la sinistra appoggiata su un globo crucigero. Più in basso, la colomba dello Spirito Santo è posizionata al centro di un motivo a raggi.
Nella nicchia centrale (talvolta chiusa da una tela raffigurante anch'essa la Madonna col Bambino) è conservata una statua tardo gotica della Madonna dell'Uva, opera di scultore tirolese databile intorno al 1468, anno in cui avvenne la seconda consacrazione dell'altare. La statua, realizzata in legno, poggia su un piedistallo esagonale dalle decorazioni gotiche, e rappresenta la Vergine con in braccio Gesù Bambino, a cui dà un grappolo d'uva. Tradizionalmente questa statua veniva portata in processione solo in caso di grandi calamità, e con la partecipazione di altri comuni storici della Val di Cembra (Cembra, Faver, Grumes, Lisignago, Sevignano e Valda); l'ultima processione avvenne nel 1963.

#### Altari laterali
I due altari che chiudono le navate laterali, di epoca seicentesca e consacrati entrambi nel 1652 durante una visita pastorale, prima della costruzione delle navate stesse nel 1893 erano appoggiati alla parete settentrionale della chiesa. L'altare della navata sinistra è del 1627, ed è costituito da due colonne decorate con foglie e fiori, sormontate da un capitello corinzio, che a sua volta sostiene un mezzo arco; due angeli, trafugati nel 1978, erano appoggiati ciascuno su un mezzo arco. Il timpano triangolare ospita una colomba posizionata al centro di una raggera a forma di sole. La pala raffigura un paesaggio collinare con san Rocco e san Sebastiano, sovrastati dalla Madonna col Bambin Gesù, accompagnati da due putti e con in mano degli scapolari del Carmelo.
L'altare della navata destra era originariamente consacrato a san Simone, probabilmente perché era stato donato da Simone Barbi, che fu capitano del castello di Segonzano per venticinque anni e che è ricordato da una lapida murata nel presbiterio; la pala raffigura la Madonna incoronata dalla santa Trinità e, in ginocchio sotto di lei, i santi Giovanni Battista e Antonio abate. Anche da esso, nel 1978, furono sottratte delle decorazioni a forma d'angelo.